# 만주 횡단 철도

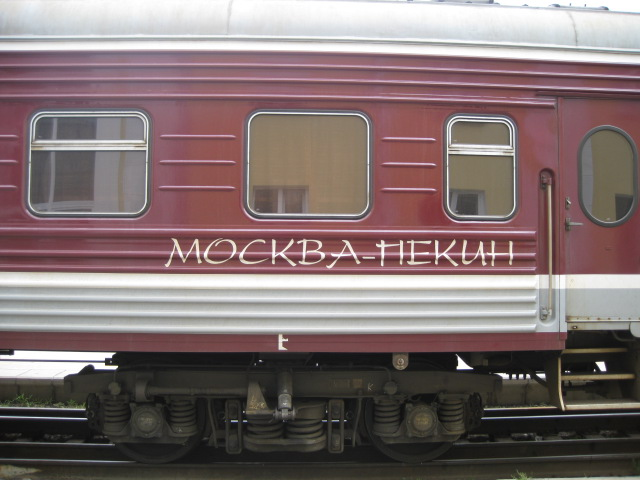
만주 횡단 철도를 경유하는 열차

만주 횡단 철도(滿洲橫斷鐵道, Trans-Manchurian Railway, TMR)는 러시아와 중국의 철도 노선이다. 좁은 의미로는 시베리아 횡단철도의 치타 역 동쪽 113km 지점인 카림스카야역에서 분기해 중국 만저우리 시까지 이어지는 철도 노선을 뜻하며, 넓은 의미로는 치타에서 만저우리를 지나 하얼빈시를 거쳐 베이징이나 블라디보스토크로 이어지는 운행 계통을 일컫는다.

## 시베리아횡단철도와 만주횡단철도
치타 철도역을 기점으로 시베리아횡단철도에서 분기하여 만저우리역을 통해 역시 만주횡단철도 구간인 빈쑤이 철로인 하얼빈역~쑤이펀허역을 지나 이어서 러시아의 포그라니치니역과 우수리스크역으로 연결되는 국제철로이다.
한편  시베리아횡단철도는 치타역에서 블라디보스톡으로 왕복하는 본선 구간도 있다.

## 만주횡단철도 노선
만주횡단철도 노선은 시베리아횡단철도의 치타역을 기점으로 했을 때 시베리아횡단철도의 분기선인 포그라니치니와 본선인 우수리스크로 이어지는 운행 계통 또는
장춘역을 지나 베이징역을 종점으로 하는 운행 계통을 일컫는다.

## 몽골 지선
만주횡단철도의 보르자역은 러시아 지역에 있는 철도역으로 몽골의 처이발상 도시로 들어가는 지선이 놓여있다. 현재 화물선으로 운행 중이다.

## 같이 보기
- 안중근 의사
- 몽골종단철도